# Коагома (округ, Міссісіпі)
Шаблон:StateAbbr_ 34°14′ пн. ш. 90°36′ зх. д. / 34.23° пн. ш. 90.6° зх. д.
Округ  Коагома (англ. Coahoma County) — округ (графство) у штаті Міссісіпі, США. Ідентифікатор округу 28027.

## Історія
Округ утворений 1836 року.

## Демографія
За даними перепису 
2000 року 
загальне населення округу становило 30622 осіб, зокрема міського населення було 20721, а сільського — 9901.
Серед мешканців округу чоловіків було 14065, а жінок — 16557. В окрузі було 10553 домогосподарства, 7479 родин, які мешкали в 11490 будинках.
Середній розмір родини становив 3,42.
Віковий розподіл населення поданий у таблиці:
| Стать    | До 15 років | 15-21 | 22-29 | 30-39 | 40-49 | 50-65 | 65-85 | Понад 85 |
| -------- | ----------- | ----- | ----- | ----- | ----- | ----- | ----- | -------- |
| Чоловіки | 4207        | 1919  | 1326  | 1621  | 1857  | 1759  | 1228  | 148      |
| Жінки    | 4129        | 1882  | 1665  | 2160  | 2174  | 2169  | 1975  | 403      |

## Суміжні округи
- Туніка — північ
- Квітмен — схід
- Санфлауер — південь
- Таллагачі — південний схід
- Болівар — південний захід
- Філліпс, Арканзас — захід

## Виноски
1. ↑  U.S. Decennial Census. United States Census Bureau. Архів оригіналу за 26 квітня 2015. Процитовано 3 листопада 2014.
2. ↑  Historical Census Browser. University of Virginia Library. Архів оригіналу за 11 Серпня 2012. Процитовано 3 листопада 2014.
3. ↑  Population of Counties by Decennial Census: 1900 to 1990. United States Census Bureau. Архів оригіналу за 28 Грудня 2014. Процитовано 3 листопада 2014.
4. ↑  Census 2000 PHC-T-4. Ranking Tables for Counties: 1990 and 2000 (PDF). United States Census Bureau. Архів оригіналу (PDF) за 18 Грудня 2014. Процитовано 3 листопада 2014.
5. ↑  State & County QuickFacts. United States Census Bureau. Архів оригіналу за 8 липня 2011. Процитовано 3 вересня 2013.(англ.) Наведено за англійською вікіпедією.
6. ↑  American FactFinder. Бюро перепису населення США. Архів оригіналу за 29 липня 2011. Процитовано 31 січня 2008.

| США | Це незавершена стаття з географії США. Ви можете допомогти проєкту, виправивши або дописавши її. |